# My Octopus and a Teacher
«My Octopus and a Teacher» (titulado «Mi pulpo y una maestra» en Hispanoamérica y «Mi pulpo y una profesora» en España) es el decimoctavo episodio de la trigésimatercera temporada de la serie de televisión de animación estadounidense Los Simpson, y el 724 en total. Se emitió en Estados Unidos en Fox el 24 de abril de 2022. El episodio fue dirigido por Rob Oliver y escrito por Carolyn Omine. Es la primera aparición de la nueva profesora de Bart, la Sra. Peyton, con la voz de Kerry Washington.
En este episodio, Bart actúa de forma incómoda con su nueva profesora mientras Lisa se queda en secreto con un pulpo después de protegerlo de un tiburón. El episodio recibió críticas positivas. 

## Trama
Lisa rompe la directriz principal de los documentales sobre la naturaleza cuando impide que un tiburón se coma a un pequeño pulpo llamado Molly. Guarda en secreto a su nueva amiga pulpo en su habitación sólo para que Molly siga escapándose.
Mientras tanto, Bart empieza a actuar de forma extraña cuando la nueva profesora, la Sra. Peyton, se hace cargo de su clase, confundiendo no sólo a ella sino a todos los que le rodean. Incluso hace un impresionante diorama para Peyton sólo para que Milhouse produzca una réplica de su trabajo, haciendo que Bart destruya los proyectos de ambos en frustración. Marge obliga a Homer a hablar con Bart y éste le sugiere que está enamorado de Peyton. Bart confiesa que mientras Lisa estaba grabando su documental en la playa, utilizó un cubo que encontró en la arena para entrar en un hotel cercano donde se dio un capricho con los postres, y cuando fue a nadar a la piscina, empezó a ahogarse. Peyton salvó a Bart, sin embargo, al ver que toda la gente del hotel lo miraba, se avergonzó y actuó como un desagradecido. Aunque niega estar enamorado de Peyton, Bart va al colegio, ve a Peyton con su marido y se da cuenta de que Homer tenía razón.
Lisa, preocupada, lleva a Molly al colegio para vigilarla, pero pronto escucha a Homer aconsejando a Bart que deje atrás su enamoramiento de Peyton. Las palabras de Homer llegan a Lisa, que decide llevar a Molly de vuelta al mar. Pero Bart grita en el tarro de Molly con frustración, haciendo que ella se aferre a su cara, lo que provoca que él se retraiga ciegamente de las gradas y cause un accidente que destruye la presentación de arte de la escuela, humillando a Peyton delante de los profesores. Un Bart arrepentido confiesa a Peyton que él era el chico que ella salvó en el hotel. Cuando él admite que está enamorado de ella, ella le sugiere que está empezando a gustarle una nueva parte artística y estudiosa de sí mismo que se está desarrollando gracias a su enseñanza. Para alivio de Bart, decide quedarse en la escuela para enseñarle y ayudarle a mejorar.
En la escena de la etiqueta, Lisa devuelve a Molly al mar, pero la salva del tiburón por última vez arrojándolo a otro lugar.

## Producción
Tras la muerte de Marcia Wallace, Al Jean pensó que Bart podría no conseguir un nuevo profesor permanente, dado cómo funcionan las escuelas públicas. Al mismo tiempo, Carolyn Omine había estado buscando un papel para Kerry Washington desde 2013. Cuando Washington se dirigió a Twitter para pedir un papel animado en 2020, Matt Selman le tendió la mano para ofrecerle el papel de la nueva profesora permanente de Bart. El plan sería que Washington pusiera voz a Peyton tantas veces como Wallace a Edna Krabappel.

## Recepción

### Audiencia
El episodio obtuvo 0,3 puntos de audiencia y 0,97 millones de espectadores totales, convirtiéndose en el programa más visto de Fox esa noche.

### Respuesta de la crítica
Tony Sokol de Den of Geek dio al episodio 4 de 5 estrellas afirmando: «"My Octopus and a Teacher" cuenta una historia original que aporta profundidad a todo el sistema escolar de Springfield, amplía la aportación paternal de Homer y enseña a Lisa una nueva lección. Bart pasa de ser un «niño ahogado y enfadado» a enamorarse de sí mismo por culpa de una profesora. También se reencuentra con su castigo característico, llenar una pizarra con promesas del tipo «no expresaré mis sentimientos a través del caos». Mi pulpo y una profesora« es un episodio dulce, pero no ñoño, pero no esperes que Rayshelle Peyton sustituya a la señorita Krabapple».
Marcus Gibson de Bubbleblabber dio al episodio un 7,5/10 afirmando: «En general, "My Octopus and a Teacher" sirve como una pieza decente de desarrollo de personajes para Bart que le ve queriéndose a sí mismo y a su nuevo profesor. La introducción de la Sra. Peyton, con la maravillosa voz de Kerry Washington, también ayudó a proporcionar más diversidad tanto en la serie como en el reparto de voces. Además, la trama B de Lisa, que involucra su amistad con un cefalópodo, es una pequeña distracción, aunque simpática, de la complicada situación de Bart. No estoy seguro de cuándo veremos continuar esta relación entre alumno y profesor, pero basándome en mi experiencia con este episodio, espero que sea pronto».